# Benedek Miklós (költő)
Benedek Miklós (Topolya, 1984. december 24. –) vajdasági magyar költő, műfordító, újságíró.

## Élete
Egyetemi tanulmányait az újvidéki Bölcsészettudományi Kar Magyar Nyelv és Irodalom Tanszékén végezte. A Magyar Szó napilap munkatársa, a Képes Ifjúság című melléklet szerkesztője. Versei magyar és szerb nyelven jelentek meg.

## Főbb művei

### Kötetek
- Nem indul hajó. Pedig: Navigare necesse est, vivere non est necesse; Forum Könyvkiadó, Újvidék, 2012 (Híd könyvtár)
- Mintha emberekből állna. Híd Könyvtár. Forum Könyvkiadó, Újvidék, 2014
- Miközben halkan; Forum Könyvkiadó, Újvidék, 2019

### Antológiák
- Rituális labdajátékok Híd-antológia. Szerk. Faragó Kornélia. Forum Könyvkiadó, Újvidék, 2010
- Térhatárok Határon túli magyar írók antológiája. Szerk. Fekete Vince. Kortárs Kiadó, Budapest, 2014
- Masírozó angyalok. Kollázsolt breviárium Fenyvesi Ottó tiszteletére, Szerk. Virág Zoltán – Orcsik Roland, Forum Könyvkiadó, Újvidék, 2015

## Díjak és elismerések
- Sinkó-díj (2012) (A Nem indul hajó című verseskötetéért)[3]
- Feltörekvő Tehetség-díj (2018) (Újságírói és szerkesztői tevékenységéért)

### Ösztöndíjak
- Székely János-ösztöndíj (2012)
- Móricz Zsigmond irodalmi ösztöndíj (2016)